# Une boule de papier
Une boule de papier (Una pallottola di carta) est une nouvelle de l'écrivain italien Dino Buzzati, publiée en 1958 dans le recueil Sessanta racconti.
La traduction en français de cette nouvelle paraît pour la première fois en France en 1968 dans le recueil Les Sept Messagers. Elle n'est pas présente dans le recueil original italien I sette messaggeri.

## Résumé
Deux amis passent sous la fenêtre d'un grand poète lorsqu'est jetée par sa fenêtre une boule de papier. Discourant longtemps sur la nécessité de rendre la boule de papier, de l'ouvrir ou de la laisser là où elle est tombée, les deux amis décident de la ramasser, mais de la laisser telle quelle. Il peut en effet s'agir d'une œuvre magnifique comme d'un essai raté ou même d'une liste de courses, mais le fait qu'elle puisse renfermer le sublime lui donne tant de force qu'elle devra rester ainsi.

## Éditions françaises
- In Les Sept Messagers, recueil de vingt nouvelles de Dino Buzzati, traduction de Michel Breitman, Paris, Robert Laffont, coll. « Pavillons », 1968
- In Les Sept Messagers, Paris, UGE, coll. « 10/18. Domaine étranger » no 1519, 1982  (ISBN 2-264-00478-9)